# Episodi di Dalle 9 alle 5, orario continuato (prima stagione)
La prima stagione della serie televisiva Dalle 9 alle 5, orario continuato è stata trasmessa in anteprima negli Stati Uniti d'America dalla ABC tra il 25 marzo 1982 e il 15 aprile 1982.
| nº | Titolo originale                   | Titolo italiano | Prima TV USA   | Prima TV Italia |
| -- | ---------------------------------- | --------------- | -------------- | --------------- |
| 1  | New Kid on the Block               |                 | 25 marzo 1982  |                 |
| 2  | Herassment                         |                 | 1º aprile 1982 |                 |
| 3  | The China Sin-Drome                |                 | 8 aprile 1982  |                 |
| 4  | Tinker, Tailor, Soldier, Secretary |                 | 15 aprile 1982 |                 |